# Skierowany graf acykliczny

Przykład skierowanego grafu acyklicznego

Skierowany graf acykliczny (ang. directed acyclic graph, DAG) – graf skierowany, który nie posiada cyklów skierowanych. Jest to w informatyce bardzo ważna struktura, łącząca zalety drzew i ogólnych grafów skierowanych.

## Przykład
Jeśli chcemy przedstawić pewne obliczenia za pomocą drzewa, może ono się wykładniczo rozrosnąć:
```
b = a + a; c = b + b; d = c + c
e = d + d; f = e + e; g = f + f
h = g + g

```

Drzewo dla h ma już 128 liści, operowanie na tej postaci nie jest więc wygodne. Z drugiej strony dla ogólnych grafów skierowanych trudno jest stworzyć algorytm wyliczania wartości wyrażeń, gdyż łatwo jest się zapętlić.
Jeśli skorzystamy ze skierowanych grafów acyklicznych i programowania dynamicznego, otrzymamy wyliczenia (jeżeli a=10):
```
h = g + g (brak g, wyliczmy najpierw g)
  g = f + f (brak f, wyliczmy najpierw f)
    f = e + e (brak e, wyliczmy najpierw e)
      e = d + d (brak d, wyliczmy najpierw d)
        d = c + c (brak c, wyliczmy najpierw c)
          c = b + b (brak b, wyliczmy najpierw b)
            b = a + a = 10 + 10 = 20
          c = b + b = 20 + 20 = 40
        d = c + c = 40 + 40 = 80
      e = d + d = 80 + 80 = 160
    f = e + e = 160 + 160 = 320
  g = f + f = 320 + 320 = 640
h = g + g = 640 + 640 = 1280

```

Na zasadzie skierowanych grafów acyklicznych działa m.in. algorytm unifikacji, działający w czasie liniowym (a którego wynik przedstawiony jako drzewo ma potencjalnie wykładniczy rozmiar).

## Zastosowania

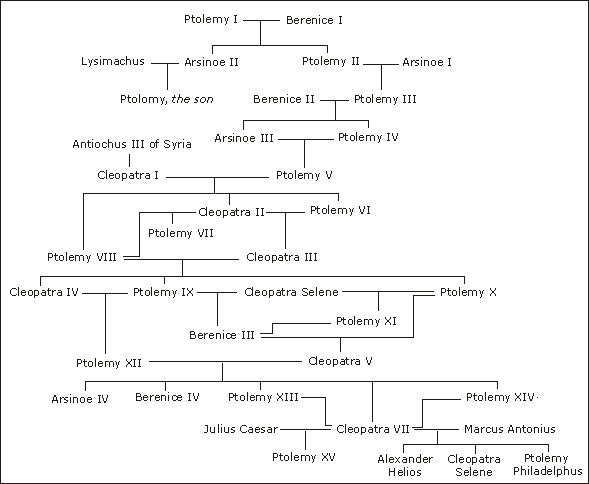
Przykład zastosowania skierowanego grafu acyklicznego jako drzewa genealogicznego dynastii Ptolemeuszy. Ze względu na małżeństwa pomiędzy spokrewnionymi członkami rodu nie da się go przedstawić jako drzewo w rozumieniu informatycznym.

Grafy takie, mają szerokie zastosowania w obliczeniach numerycznych, przetwarzaniu potokowym (np. projektowaniu procesorów), tworzeniu układów kombinacyjnych z bramek logicznych, kompresji, kompilatorach, diagramach przepływu, przepływie danych czy zasobów (transport, energia elektryczna, woda). Grafy takie mogą również opisywać porządek częściowy.
Spójny DAG w którym istnieje jeden wyróżniony wierzchołek, do którego nie ma krawędzi wchodzących (tzw. korzeń), można zmienić na drzewo, które posiada powtarzające się poddrzewa. Operacje odwrotną (wyszukiwanie powtarzających się poddrzew w drzewie, i zamienianie go w DAG), wykorzystuje się m.in. w kompilatorach przy tzw. eliminacji wspólnych podwyrażeń. Grafy z wieloma wierzchołkami nieposiadającymi krawędzi wchodzących, można sprowadzić praktycznie do wymaganej postaci poprzez dodanie nowego wierzchołka, który sam nie posiada krawędzi wchodzących, a krawędzie wychodzące kierują do rzeczonych wierzchołków (tzw. początkowych).